# آریس موسسیان
آریس موسسیان (ارمنی: [] Error: {{Lang}}: فاقد متن (راهنما)؛ انگلیسی: Aris Movsesijan؛ زادهٔ ۲۲ مارس ۱۹۶۶) دندان‌پزشک، فیلم‌نامه‌نویس، کارگردان فیلم، نویسنده، سیاستمدار ارمنی‌تبار اهل صربستان است.

## زندگی‌نامه
وی در ۲۲ مارس ۱۹۶۶ در بلگراد به دنیا آمد و از دانشگاه بلگراد فارغ‌التحصیل گشت. 